# Boys Meet U
Boys Meet U è il secondo album in studio in giapponese — quinto in totale — della boy band sudcoreana Shinee, pubblicato il 26 giugno 2013 in Giappone da EMI Records Japan. Questa è la prima uscita del gruppo sotto Universal Music Japan a seguito della dissoluzione della EMI e l'assorbimento in Universal Music nel mese di aprile 2013.

## Tracce
1. Password – 4:52 (testo: Natsumi Kobayashi – musica: Niclas Lundin, Maria Marcus, Andreas Moe, Hiten Bharadia)
2. Breaking News – 3:38 (testo: Hidenori Tanaka, agehasprings – musica: Steven Lee, Drew Ryan Scott, Andreas Oberg)
3. Dazzling Girl – 3:32 (testo: Sara Sakurai, Rx – musica: Drew Ryan Scott, Rob. A!, Justin Trugman, Jaakko Manninen, Walter Afanasieff, Rx)
4. 1000年、ずっとそばにいて… (1000nen, Zutto Soba ni Ite... (1000 years,Always by your side...)) – 4:16 (testo: Junji Ishiwatari – musica: Jimmy Richard, Steven Lee, The Goldfingerz)
5. Run With Me – 3:21 (testo: Kanata Okajima – musica: Peter Habib, Adam Nierow, Erika Nuri)
6. Kiss Yo – 4:14 (testo: Sara Sakurai – musica: Anders Wigelius, Erik Wigelius)
7. 君がいる世界 (Kimi ga Iru Sekai (The World Where You Exist)) – 3:22 (testo: H.U.B – musica: Dapo Torimiro, Jamie Houston)
8. Keeping Love Again – 3:54 (testo: Sara Sakurai – musica: Darren Martyn, Shikita)
9. BURNING UP! – 3:35 (testo: Sara Sakurai – musica: Steven Lee, Paul Drew, Greig Watts, Pete Barringer, Jorge Mhondera)
10. Sherlock – 3:57 (testo: Natsumi Kobayashi – musica: Rocky Morris, Rufio Sandilands, Thomas Eriksen, Thomas Troelsen)
11. Fire – 3:36 (testo: Junji Ishiwatari – musica: Akiko Shikata, Bach Logic, Erik Lidbom)
12. I'm With You – 4:05 (testo: H.U.B. – musica: Sammy Naja, Drew Ryan Scott, Josef Salimi)

## Classifiche

### Oricon
| Oricon Chart         | Peak | Debut vendite                  | Totale vendite | Grafico Run | Certificazione |
| -------------------- | ---- | ------------------------------ | -------------- | ----------- | -------------- |
| Daily Albums Chart   | 2    | 36,402 (Daily) 56,215 (Weekly) | 69,010+        | 10 weeks    | RIAJ: Oro      |
| Weekly Albums Chart  | 2    | 36,402 (Daily) 56,215 (Weekly) | 69,010+        | 10 weeks    | RIAJ: Oro      |
| Monthly Albums Chart | 8    | 36,402 (Daily) 56,215 (Weekly) | 69,010+        | 10 weeks    | RIAJ: Oro      |
| Yearly Albums Chart  | 92   | 36,402 (Daily) 56,215 (Weekly) | 69,010+        | 10 weeks    | RIAJ: Oro      |

### Altre classifiche
| Regione  | Grafico                                    | Miglior posizione |
| -------- | ------------------------------------------ | ----------------- |
| Giappone | Billboard Japan Adult Contemporary Airplay | 31                |
| Giappone | Billboard Japan Hot Top Airplay            | 53                |
| Giappone | Billboard Japan Hot Singles Sales          | 2                 |
| Giappone | Billboard Japan Hot 100                    | 2                 |
| Taiwan   | G-Music Asia Chart                         | 2                 |
| Taiwan   | G-Music Combo Chart                        | 10                |
| Taiwan   | G-Music J-POP Chart                        | 2                 |
| Taiwan   | Hit FM's Asia Chart                        | 3                 |

## Date di pubblicazione
| Regione       | Data           | Formato               | Etichetta        |
| ------------- | -------------- | --------------------- | ---------------- |
| Giappone      | 26 giugno 2013 | CD, Download digitale | EMI Music Japan  |
| Corea del Sud | 5 luglio 2013  | Download digitale     | SM Entertainment |
| Taiwan        | 19 luglio 2013 | CD, Download digitale | Avex Taiwan      |